# Avro Canada CF-103
Avro Canada CF-103 — проєкт двомоторного всепогодного реактивного винищувача-перехоплювача, що створювався Avro Canada на початку 1950-х років XX століття, як глибока модифікація та можлива заміна винищувача Avro Canada CF-100, який на той час уже надходив на озброєння Королівських військово-повітряних сил Канади (англ. Royal Canadian Air Force (RCAF)). Новий літак призначався для польотів на трансзвукових швидкостях (0,8—1,2 М), проте запропоноване підвищення характеристик та можливостей, порівняно з CF-100, виявилося незначним і проєкт було скасовано на ранній стадії.

## Деталі проєкту
Ще до того, як прототип CF-100 здійснив свій перший політ, в компанії Avro Canada замислювалися над потенційними варіантами удосконалення літака, оскільки RCAF вимагала покращення швидкісних характеристик. Джона Фроста залучили до проєкту CF-100 на пізній стадії. Він вніс значні вдосконалення в оригінальний дизайн проєкту, проте розумів, що обрана схема крила/двигуна є рудиментарною й обмежує конструкцію дозвуковими характеристиками. А оскільки літак вже готували до випробувань, то вносити радикальні зміни в проєкт було пізно. Фрост продовжив працювати над подальшими вдосконаленнями, заснованими на його незалежних дослідженнях досконаліших конструкцій стрілоподібних крил. Оскільки обмеження конструкції з прямим і відносно товстим крилом були зрозумілі й передбачувані, щоб їх усунути, Фрост запропонував серію вдосконалень, які включали використання стрілоподібних крила і хвостового оперення тоншого профілю. У грудні 1950 року конструкторське бюро вирішило продовжити модернізацію, передусім включивши конструкцію фюзеляжу першої серії CF-100 із новим стрілоподібним крилом і хвостовим оперенням у рамках дослідження конструкції C-100S.

Дерев'яний макет CF-103 в експериментальному цеху заводу в Малтоні.

Фрост розглядав новий проєкт, як проміжний літак між CF-100 і літак досконалішого проєкту C-104, який створювався з нуля. Основні зміни форми крила полягали в зменшенні його хорди та товщини, а також наданні кута стрілоподібності 42° по передній крайці крила, створюючи конфігурацію крила майже дельтоподібної форми. Хвостова частина також була спроєктована стрілоподібною. Один із варіантів передбачав наявність обтічних паливних баків, які зливалися з передньою крайкою крила.
Попри використання потужніших двигунів, оновлений дизайн пропонував незначне зростання характеристик — очікувана максимальна швидкість пікірування становила 0,95 Маха, в порівнянні з 0,85 Маха, які на той час вже показували передсерійні CF-100 Mark 2. Керівництво Avro, розуміючи, що компанія вже постраждала через тривалу розробку CF-100, вважало, що покращена конструкція Фроста забезпечить їм «страхування» від нездатності CF-100 забезпечити довгострокові контракти.
1951 року Міністерство торгівлі Канади видало замовлення на два прототипи та планер для статичних випробувань під проєктним позначенням CF-103. Виробниче оснащення, інструменти та детальні технічні креслення були готові до червня 1951 року, а випробування в аеродинамічній трубі, проведені в Корнелльському університеті, були завершені до листопада 1951 року. Було створено дерев'яний макет CF-103, включно з окремою зоною кабіни та секцією двигунів. Проте макет не мав ні ходової частини, ні будь-яких внутрішніх механізмів. Було виготовлено два різні макети хвостового оперення, перший з незначною стрілоподібністю, другий макет мав набагато більш загострений вигляд. Технічні вимоги до монтажу реактивних двигунів Avro Canada Orenda 17, запропонованих для CF-103, на той момент, не були остаточно визначені, оскільки експериментальний «гібрид», що складався з компресорної частини від Orenda 8 і двоступеневої турбіни від Orenda 11, в комплексі з форсажною камерою, ще не був доведений до виробничої стадії.

## Скасування проєкту
Протягом 1951 року льотні випробування, проведені головним пілотом-випробувачем Янушем Жураковським та іншими членами відділу льотних випробувань, показали, що потенціал розвитку CF-100 перевищує прогнозовані характеристики CF-103. Фрост і конструкторське бюро були більше заклопотані новими, надзвуковими проєктами, ніж потенційною заміною CF-100, і робота над CF-103 зупинилася. Перший політ, спочатку запланований на літо 1952 року, було перенесено на середину 1953 року. З наростанням тиску холодної війни, канадський уряд вимагав негайного масового виробництва нового винищувача CF-100, який вже пройшов випробування і був готовий для серійного випуску. Це змусило компанію Avro Canada згорнути проєкт CF-103 у грудні 1951 року.
Хоча макет CF-103 зберігся в експериментальному цеху на заводі в Малтоні, 18 грудня 1952 року сталася подія, яка поставила хрест на будь-яких спробах перезапустити проєкт. Януш Жураковський, головний пілот-випробувач Avro Canada, мав дозвіл і завдання дослідити максимальну межу швидкості CF-100. Того дня Жураковський на прототипі CF-100 Mark 4 подолав звуковий бар'єр. Йому вдалося у вертикальному пікіруванні з висоти 10 кілометрів розігнати літак до швидкості 1,10 Маха. Отже, CF-100 Canuck став першим реактивним літаком із прямим крилом, здатним здійснювати контрольований надзвуковий політ. Результати цього випробувального польоту призвели до остаточного скасування проєкту CF-103.

## Прогнозовані характеристики

### Загальні параметри
- Екіпаж: 2 особи
- Довжина: 18.21 м
- Висота: 4,9 м
- Розмах крила: 13 м
- Двигуни: 2 штуки, Avro Canada Orenda 17, тяга кожного 32,4 кілоньютона (37,8 з використанням форсажу)

### Прогнозовані льотні характеристики
- Максимальна швидкість: 1041 км/год (0,85 Маха)
- Швидкість, яку не дозволяється перевищувати: 1163 км/год (0,95 Маха)

### Пропоноване озброєння
- 8 кулеметів Browning M3, калібру .50, в підфюзеляжному боксі, боєзапас 1600 патронів (аналогічно як у CF-100 Mark 3)